# Bustuchin
Bustuchin là một xã thuộc hạt Gorj, România. Dân số thời điểm năm 2002 là 3714 người.